# Babək
Babək – miasto (azer. şəhər) w zachodnim Azerbejdżanie, w Nachiczewańskiej Republice Autonomicznej. Stolica rejonu (azer. rayon) Babək. Według stanu na 1 stycznia 2024 miasto zamieszkiwało 6,0 tys. osób.
Na początku 2022 Babək liczyło 5,9 tys. mieszkańców.